# Юрий Исаков
Юрий Николаевич Иса̀ков е руски и съветски дипломат. Бивш извънреден и пълномощен посланик на Русия в България.
Завършил е Московския държавен институт по международни отношения през 1971 година. Владее английски и бирмански език.

## Кариера
На дипломатическа работа е от 1971 година. Работил е на дипломатически длъжности в родината си и в чужбина.
- 1986 – 1990: съветник, началник на отдел в Департамента по международни икономически организации в МВнР на СССР
- 1990 – 1996: старши съветник в Постоянното представителство (отначало на СССР, после на Русия) при ООН
- 1996 – 2000: заместник-директор на Департамента по международни организации в МВнР на Русия
- 2000 – 2004: заместник постоянен представител при ООН
- 2004 – 2008: посланик за особени поръчения
- 2008 – 2016: посланик в България[1][2]

## Други
Награден е с руската държавна награда Орден на дружбата (29.06.2013).
Женен е, има син.